# الإبادة الجماعية في رواندا

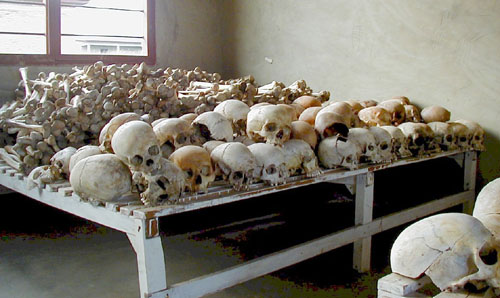
جماجم وهياكل عظميه لضحايا الأبادة الجماعية تم تصويرها في مدرسة عام 2001

الإبادة الجماعية في رواندا أعمال عنف واسعة النطاق بدأت في 7 أبريل واستمرت حتى منتصف يوليو 1994م، حيث شن القادة المتطرفون في جماعة الهوتو التي تمثل الأغلبية في رواندا حملة إبادة ضد الأقلية من قبيلة توتسي. وخلال فترة لا تتجاوز 100 يوم، قُتل ما يقارب على 800.000 شخص وتعرضت مئات الآلاف من النساء للاغتصاب. وقتل في هذه المجازر ما يقدر ب75% من التوتسيين في رواندا. وتواصل لجنة صوت الضمير التابعة لمتحف ذكرى الهولوكست في الولايات المتحدة الأمريكية تسليط الضوء على الإبادة الجماعية في رواندا بسبب الطبيعة القاسية للعنف ونطاقه والتأثير المستمر للإبادة الجماعية على منطقة وسط إفريقيا بالكامل؛ الدروس التي تقدمها رواندا فيما يتعلق بالاستجابة للإبادة الجماعية المعاصرة.
انتهت الإبادة الجماعية في 15 تموز 1994م، عندما نجحت الجبهة الوطنية الرواندية، وهي قوة من المتمردين ذات قيادة توتسية، في طرد المتطرفين وحكومتهم المؤقتة المؤيدة للإبادة الجماعية إلى خارج البلاد. ومع ذلك فلا تزال آثار الإبادة الجماعية باقية إلى اليوم، حيث أنها تركت رواندا مدمرة، وخلفت مئات الآلاف من الناجين الذين يعانون من الصدمات النفسية، وحولت البنية التحتية للبلد إلى أنقاض، وتسببت في إيداع ما يربو على 100.000 من الممارسين لها في السجون. ولا يزال تحقيق العدالة والمساءلة والاتحاد والتصالح أمراً صعباً.
تعاني منطقة وسط إفريقيا من انعدام الاستقرار نتيجة للإبادة الجماعية. وبدءاً من 1996م، دخلت جمهورية الكونغو الديمقراطية المجاورة إلى أرض المعركة بسبب استمرار النزاع المسلح بين حكومة ما بعد الإبادة الجماعية في رواندا وممارسي أعمال الإبادة الذين فروا إلى هناك بعد الإبادة الجماعية.

## التاريخ
حدثت الإبادة الجماعية في الحرب الأهلية الرواندية، وهو صراعٌ بدأ عام 1990 بين الحكومة التي يشكل الهوتو أغلبيتها الساحقة، وبين الجبهة الوطنية الرواندية المؤلفة من اللاجئين التوتسيين، حيث هرب هؤلاء إلى أوغندا بعد ثورة الهوتو ضد الاستعمار عام 1959. شنّ الهوتو سلسلة من الهجمات العنيفة على الجبهة الوطنية الرواندية والتوتسيين عموماً عقب استقلال رواندا عام 1962. وأدت الضغوطات الدولية على حكومة الهوتو بقيادة جوفينال هابياريمانا إلى وقف إطلاق النار خلال فترة الحرب الأهلية عام 1993، ووضعت خارطة طريقٍ لتنفيذ اتفاقية السلام بين الحكومة الرواندية والجبهة الوطنية، حيث عُرفت هذه الاتفاقية باسم اتفاقية أروشا أو Arusha Accords.
كان الهدف من خارطة الطريق تقاسم السلطة بين الجبهة الوطنية الرواندية وعددٍ من شخصيات الهوتو المحافظة، بمن فيهم أعضاء الـ «أكازو» الذين عارضوا الاتفاقية بوصفها تنازلاً لمطالب العدو.
أدت الحملة العسكرية التي شنتها الجبهة الوطنية إلى تأكيد إيديولوجية شعب الهوتو، والذين يعتبرون أنفسهم شعباً متفوقاً، ويدّعون أن الجبهة الوطنية قوةٌ خارجية دخيلة. حيث تصوّر الحكومة في الراديو ووسائل الإعلام شعب التوتسي كأشخاصٍ غير مؤمنين، يحاولون استعادة الملكية التوتسية واستعباد شعب الهوتو. بالطبع، رفض عددٌ هائلٌ من شعب الهوتو تصديق هذه الادعاءات.
أُسقطت طائرة تقل رئيس الحكومة جوفينال هابياريمانا ورئيس حكومة بوروندي سيبريان نتارياميرا أثناء هبوطها في العاصمة الرواندية كيغالي في السادس من شهر نيسان عام 1994. كانت الطائرة في الجو أعلى منزل هابياريمانا، وأنهى هذا الاغتيال بدوره اتفاقية السلام.
بدأت المذابح الجماعية في اليوم التالي للحادثة السابقة. وشرعت قوات الشرطة والميليشيات والقوات العسكرية بإعدام شخصياتٍ رئيسية من التوتسي، والقادة السياسيين والعسكريين المعتدلين من الهوتو، بسبب تخوفهم من قيام هؤلاء القادة بالاستيلاء على السلطة عقب الفراغ السياسي الحاصل.
أنشأ المسلحون نقاط تفتيش وحواجز لتفتيش جميع السكان الذين يحملون هوية روندية. حيث تحوي الهوية الروندية معلوماتٍ عن الهوية العرقية، وهو تصنيفٌ أدرجته الحكومة البلجيكية أثناء فترة الاستعمار عام 1933. ساعدت بطاقات الهوية قوات الحكومة في التعرف على التوتسيين وقتلهم.
قامت القوات الحكومية المسلحة بتجنيد المدنيين الهوتو وحثهم على حمل السلاح، أي سلاح متوفر كالمناجل والهراوات أو أي سلاحٍ حاد. كما شجعت الهوتو على اغتصاب وقتل جيرانهم التوتسي وتدمير أو سرق ممتلكاتهم. لم تقف الجبهة الوطنية الروندية مكتوفة الأيدي، بل بدأت تحركاتها العسكرية بعد اغتيال هابياريمانا. حيث استولت بسرعة على الجزء الشمالي من البلاد، وسيطرت على العاصمة بعد مرور 100 يومٍ تقريباً، أي في منتصف شهر تموز. وأدت هذه العملية إلى إيقاف الحرب.
انتقد المجتمع الدولي عدم تحرّك الأمم المتحدة، ودولٍ كالولايات المتحدة الأميركية والمملكة المتحدة وبلجيكيا، لوقف هذا الصراع. كما فشل المجتمع الدولي بدعم قوات حفظ السلام التابعة لبعثة الأمم المتحدة في رواندا. وفي شهر كانون الثاني عام 2017، كشفت وسائل الإعلام عن دعمٍ قدمته الحكومة الفرنسية عمداً لحكومة الهوتو بعد بدء المذبحة.

## الإبادة الجماعية

### التخطيط والتنظيم
بدأت حملات القتل الواسعة على الأساس العرقي بعد ساعاتٍ فقط من مقتل رئيس الحكومة هابياريمانا. استولت لجنة الأزمات بقيادة تيونيست باجوسورا على السلطة في البلاد بعد مصرع الرئيس السابق، وكانت اللجنة المنسقَ الرسمي المسؤول عن المذبحة.
أصدر تيونيست باجوسورا أوامر القتل مباشرة بعد استلامه السلطة، في خطاب عامٍ له في العاصمة كيغالي. كما أجرى مكالمات هاتفية مع قادة الولايات ووزير الدفاع وقائد القوات المظلية ورئيس الحرس الرئاسي.
كان الحرس الرئاسي وفرق النخبة من الجيش المشرفين الرئيسيين على المذبحة في العاصمة كيغالي، بالإضافة إلى ميليشيات أخرى ساعدت في إقامة حواجز الطرقات . كانت الميليشات تطالب أي عابرٍ إظهار بطاقة تعريفه الوطنية، وهي البطاقة التي تحوي على معلوماتٍ عن العرق. لذا كانت القوات الحكومية تتعرف على التوتسيين وتذبحهم فوراً.
قامت الميليشيات أيضاً باقتحام منازل التوتسيين وتفتيشها وسرقة ما أمكن وذبح المواطنين. ولعب رئيس إقليم كيغالي فيل، Tharcisse Renzaho، دوراً رئيسياً في المذابح التي حصلت. فكان يطوف حواجز الطرقات ويشرف على أداء المسلحين، ويستخدم منصبه الرفيع لإقصاء المسؤولين الرسميين إن لاحظ تقاعسهم عن قتل التوتسيين.
أما في الأرياف، فقام المدنيون بارتكاب معظم جرائم القتل تلبية لأوامر القادة المحليين. عاش التوتسي والهوتو جنباً إلى جنب في السابق، وكان الجميع يعرف الآخر، لذا لم يكن استهداف التوتسي في الأرياف صعباً على الإطلاق. ينسب جيرارد برونير اشتراك الهوتو في الجرائم إلى مزيج من عدة عوامل: ايديولوجيا الأغلبية الديمقراطية –أي اعتبر الهوتو التوتسيين أعداءً وخطراً على الدول ، وطاعة السلطة العمياء، وعامل الإكراه –قتل أي شخصٍ يرفض إطاعة الأوامر وقتل التوتسيين، واعتباره متعاطفاً مع الأعداء.

## حصيلة القتلى
ازدادت وتيرة القتل والمذابح على يد الحرس الرئاسي وميليشيا الشباب –بدعمٍ من السكان المحليين –في أواخر شهر نيسان وأول شهر أيار. يعتقد برونير أن عدد القتلى وصل إلى 800 ألف روندي في الأسابيع الست الأولى. وهو معدلٌ أعلى بخمس مرات من معدل قتلى الهولوكوست في ألمانيا النازية. اقتضت الخطة قتل جميع التوتسيين الذين يعيشون في رواندا ، ولم يملك هؤلاء أي قوة تردع آلة القتل العنيفة سوى الجبهة الوطنية الروندية. كما قتل عددٌ لا بأس به من الهوتو على يد الحكومة نفسها لأسباب متنوعة، كالتعاطف مع المعارضة المعتدلة، أو نقل الأخبار والعمل كصحفي، أو لمجرد امتلاك المرء ملامح شعب التوتسي .

## ما بعد الإبادة
في عام 2007م وبعد مرور ثلاثة عشر عاماً على انتهاء الإبادة الجماعية، خطت رواندا خطوات هامة في طريقها لإعادة البناء داخلياً، لكنها لا تزال تعاني من آثار تلك الفترة حيث أنها تركت آثاراً سيئة على كل قطاع تقريباً في المجتمع الرواندي من ناجين وحكومة وجناة واللاجئين الذين عادوا إلى رواندا بعد عام 1994م. وإضافة إلى حالات الصدمة المتكررة التي يعاني منها الكثيرون بسبب تجاربهم، فإن الناجين من الإبادة الجماعية يواجهون العديد من الصعاب، فالكثيرون منهم يعيشون في فقر مدقع ويعانون من مشكلات صحية معقدة كفيروس نقص المناعة البشريةالإيدز كنتيجة مباشرة لأشكال العنف التي تعرضوا لها خلال الإبادة الجماعية. وبعض الناجين يتم تهديدهم بالعنف أو مهاجمتهم وقتلهم على يد الجناة السابقين، ويعيش الكثيرون من أقلية التوتسي حياة يكتنفها الخوف.
وقد حققت حكومة ما بعد الإبادة الجماعية تقدماً ملحوظاً من خلال جهودها لإحلال سياسة «الاتحاد والمصالحة». ويأتي ضمن هذه الجهود نظام الغاكاكا، وهو شكل من أشكال العدالة مستوحى من التقاليد، تم تأسيسه للتعامل مع مئات الآلاف من الأشخاص المتهمين بالجرائم أثناء الإبادة الجماعية. وقد عملت الحكومة كذلك على تخويل المرأة بعض السلطات من خلال الإصلاحات القانونية وتشجيع المشاركة في الحكومة، وزيادة النمو والاستقرار الاقتصادي، وتبني دستور جديد. غير أن السلطة لا تزال متمركزة بأيدي القادة السابقين للجبهة الرواندية الوطنية التي يسيطر عليها التوتسي (RPF)، ولا تزال حرية الكلام مقيدة. وقد حدثت أول انتخابات بعد الإبادة في أغسطس/آب 2003، وأسفرت عن فوز الجنرال السابق بالجبهة الوطنية بول كاجامي بفترة رئاسية مدتها سبع سنوات. وقد اُتهمت الحكومة بانتهاكات لحقوق الإنسان ضد الخصوم السياسيين المحتملين وبإساءة استغلال معركتها ضد «النزعة الانقسامية» (الأقوال أو الأفعال التي تشجع على الانفصال الاجتماعي استنادا إلى أسس عرقية) لأغراض سياسية.

## المحكمة الجنائية
حكمت المحكمة الجنائية الدولية لرواندا لإحضار المتهمين بالجرائم الكبرى أمام العدالة - المخططين والقادة والمنظمين للإبادة الجماعية - أنشأ المجتمع الدولي المحكمة الجنائية الدولية لرواندا (ICTR) وجعل مقرها أروشا في تنزانيا. وقد أصدرت المحكمة أول حكم إدانة بتهمة الإبادة الجماعية في العالم في الثاني من أكتوبر عام 1998 ضد جان بول أكايسو. ورغم هذا الحكم والكثير من الأحكام الأخرى، بما في ذلك محاكمة فاصلة لمسؤولي الإعلام لدورهم في التحريض على الإبادة الجماعية، فقد تعرضت المحكمة لانتقادات عنيفة من الحكومة الرواندية وجهات أخرى بدواعي تكلفتها العالية وبطء سيرها ووجودها على مسافة بعيدة من رواندا. وفي يونيو 2006، قامت كل من لجنة مراقبة حقوق الإنسان والاتحاد الدولي لحقوق الإنسان بحث المحكمة على فتح ملفات جرائم حرب وجرائم ضد الإنسانية يُزعم ارتكابها من قبل جيش الجبهة الوطنية الرواندية أثناء عمليات الانتقام التي أعقبت فترة الإبادة. وقد وقفت الحكومة الرواندية ضد هذا الاقتراح بشدة.